# Спартак (футзальный клуб, Москва)
«Спартак» — футзальный клуб из Москвы, прежде существовавший с 1992 года по ноябрь 2002 года и воссозданный в 2010 году. Победитель Кубка европейских чемпионов (2011).

## История
В 2010 году Владимир Гришин и Антон Старкин из российского фан-клуба ФК «Спартак» Москва начали воссоздание команды.. Первым турниром возрожденного «Спартака» стал розыгрыш Евро-Азиатской лиги в 2010 году. Первый значимый успех «Спартака» связан с победой в Кубке российской Суперлиги 2011 года, которая позволила клубу получить вторую от России путевку в розыгрыш Кубка европейских чемпионов. «Спартак» в финальном матче со счетом 4:2 обыграл чешский клуб «Чемкометс» (Прага). Лучшим игроком турнира стал Антон Искусных, а бомбардиром — Дмитрий Инников. В том же 2011 году «Спартак» выиграл Кубок Николая Озерова. В апреле 2012 года в Москве прошёл финальный турнир розыгрыша Межконтинентального Кубка, в котором «Спартак» выиграл. Осенью 2012 года «Спартак» завоевал Кубок России. В 2013 году «Спартак» стал бронзовым призёром чемпионата России и выиграл Суперкубок России. В 2014 году победили в розыгрыше Кубка УЕФС. К победам «Спартак» приводили Владимир Гришин, Антон Старкин, Кирилл Гончаров, Василий Спица, Александр Хамидулин, Александр Одинцов. В сезоне 2014/2015 года «Спартак» занимает второе место в чемпионате России по версии МФФР, уступив извечному футзальному сопернику — московскому «Динамо». Позже команда «Динамо» была лишена звания чемпиона из-за неуплаты стартового взноса. Победителем ыл объявлен «Спартак» Москва. В сезоне 2015/2016 клуб выигрывает чемпионат Москвы. В сезоне 2016/2017 «Спартак» выигрывает Кубок России. В финале XXV розыгрыша Кубка России «Спартак», возглавляемый Александром Одинцовым, выигрывает у клуба «Руссланд» из Нахабино со счетом 5:2.

## Достижения

### Национальные титулы
- Чемпионат России
- Вице-чемпион (4): 2015, 2017, 2018, 2021
- Бронзовый призёр (2): 2013, 2019
- Кубок России
- Обладатель (4): 2012, 2016, 2017, 2021
- Финалист (1): 2019
- Суперкубок России
- Обладатель (1): 2013
- Кубок Российской Суперлиги
- Обладатель (1): 2011

### Европейские титулы
- Кубок европейских чемпионов
- Обладатель (1): 2011
- Кубок УЕФС
- Обладатель (2): 2014, 2018
- Вице-чемпион (1): 2013

### Международные титулы
- Межконтинентальный Кубок
- Обладатель (1): 2012

## Состав
| Номер | Игрок               |
| ----- | ------------------- |
| 1     | Кирилл Филатов      |
| 30    | Андрей Погорелов    |
| 2     | Алексей Петров      |
| 3     | Андрей Миронов      |
| 4     | Александр Панов     |
| 5     | Максим Быков        |
| 6     | Евгений Романов     |
| 7     | Борис Соченков      |
| 10    | Андрей Георгиевский |
| 11    | Алексей Чечукевич   |
| 8     | Кирилл Свиридов     |
| 18    | Ильнар Ахметзянов   |
| 19    | Виктор Косачев      |

Главный тренер: Александр Анатольевич Одинцов.
Четыре игрока ФЗК «Спартак» Андрей Георгиевский, Александр Красильников, Антон Искусных и Борис Соченков внесены в "Зал славы «Спартака»